# 冒險家亞曼達
《冒險家亞曼達》是由開發的獨立恐怖遊戲，2022年4月8日在Microsoft Windows和Android平台發行。遊戲整體取材自美國教育電視動畫《愛探險的Dora》，玩家將觀看在閣樓發現的古老兒童節目《冒險家阿曼達》舊錄影帶，與勇敢的小女孩亞曼達（Amanda）和她唯一的伙伴——綿羊伍利（Wooly）一起互動。《冒險家亞曼達》整體流程短、探索內容不多，因此發行後反響尚可。續作為2024年的《冒險家亞曼達2》（Amanda the Adventurer 2）。

## 外部連結
- 官方网站
- 冒險家亞曼達的X（前Twitter）
- 互联网电影数据库（IMDb）上《冒險家亞曼達》的资料（英文）